# Gliese 299
Gliese 299 è una stella posta a 22,31 anni luce nella costellazione del Cancro leggermente a sud-ovest di β Cancri.
Si tratta di una nana rossa ed è caratterizzata da uno dei più elevati valori di moto proprio; si tratta infatti di una stella dell'alone galattico, come ad esempio la più conosciuta stella di Kapteyn.